# Qualcosa di nuovo (film)
Qualcosa di nuovo è un film del 2016, diretto da Cristina Comencini basato sulla piéce teatrale La scena della stessa regista.

## Trama
Lucia e Maria, due amiche molto diverse tra loro, si conoscono da sempre. Lucia, separata dal marito, ha chiuso col genere maschile; Maria, mamma di due bambini, invece non riesce proprio a farne a meno.
Una sera nel letto di Maria capita Luca, un ragazzo di appena diciannove anni: affascinante, appassionato e maturo, ma a un passo dalla maturità. Il mattino però porta con sé incredibili sorprese tra equivoci, grandi bugie e piccoli abbandoni.
Forse quel ragazzo incontrato per caso è davvero l'uomo che entrambe cercano perché con le sue semplici teorie riesce a fare la vera radiografia delle loro vite, a buttare all'aria abitudini e falsi miti e a rivoluzionare ogni desiderio e ogni certezza. Così si instaura un rapporto complesso tra le due amiche e il ragazzo. In mezzo ci si mette pure Matilde, l'ex ragazza di Luca.

## Promozione
Il primo trailer è uscito sul canale YouTube della 01 Distribution il 24 agosto 2016.

## Distribuzione
La pellicola è stata distribuita il 13 ottobre 2016 nelle sale cinematografiche. Il film ha incassato in Italia 2.024.000 euro.